# Aleksej Grigorjevitj Orlov

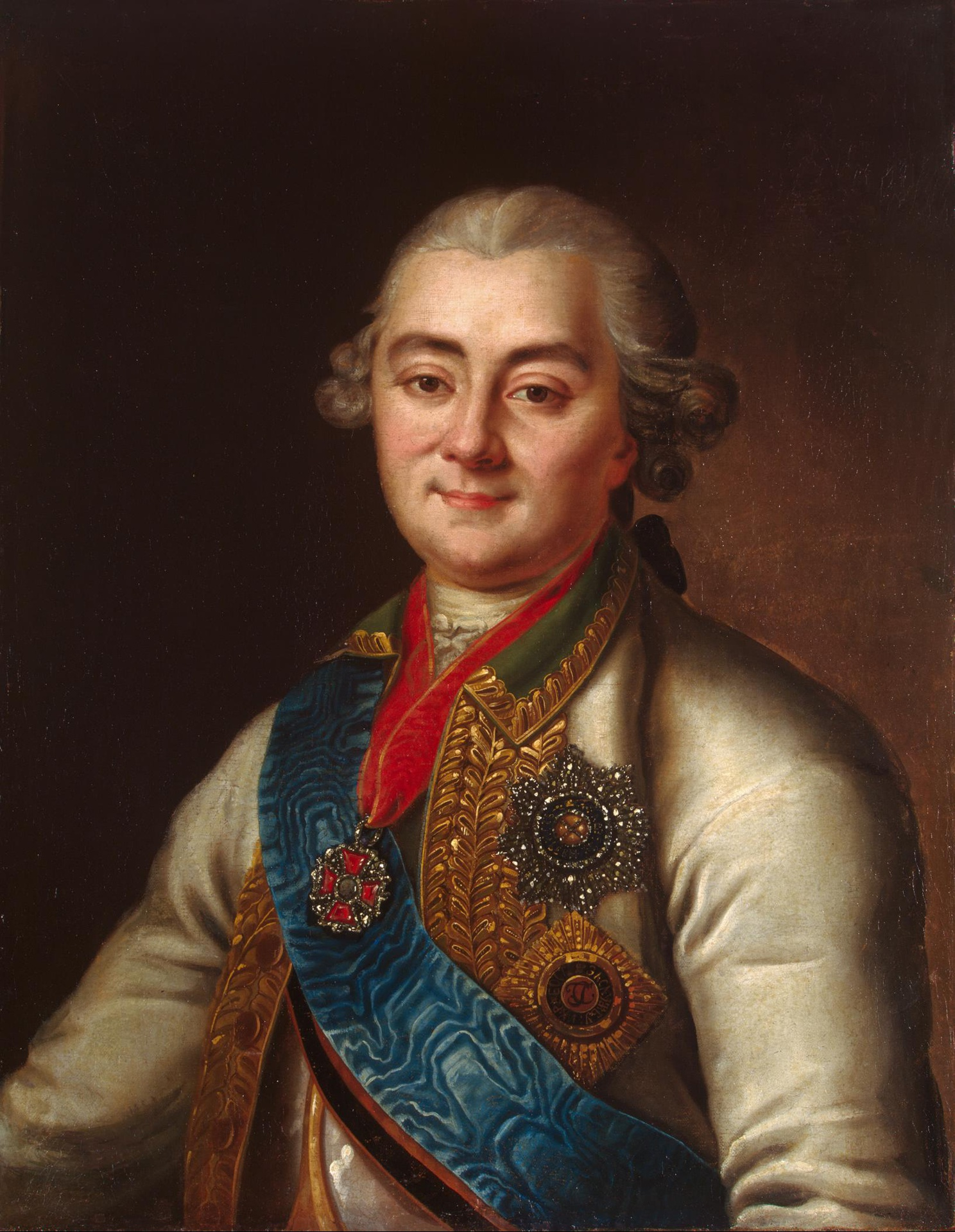
Aleksej Grigorjevitj Orlov.

Aleksej Grigorjevitj Orlov (ryska: Алексей Григорьевич Орлов), född den 24 september 1735, död den 24 december 1807, var en rysk greve och sjömilitär, bror till Grigorij Orlov. 
Orlov deltog synnerligen verksamt i revolutionen 1762 och tryggade härskarskiftet genom att verkställa Peter III:s avdagatagande. Efter fredsbrottet med Turkiet 1768 blev han generalamiral för den flotta, som från Östersjön avsändes till grekiska arkipelagen, framkallade en sedermera illa understödd resning bland grekerna genom att inge dem överdrivna förhoppningar samt tillräknade sig utan synnerlig orsak förtjänsten av ryska flottans lysande framgång vid Ohios och de turkiska skeppens uppbrännande i Tjesmeviken (1770), efter vilken tilldragelse han fick binamnet Tjesmenskij. Potemkins växande gunstlingskap hos Katarina lärde Orlov sig aldrig åse med jämnmod. Då Paul kom på tronen (1796) och Peter III:s lik med stor högtidlighet flyttades från Alexander-Nevskiklostret till Peter-Paulsfästningens kyrka, tvangs Orlov att fungera vid denna ceremoni och behandlades i övrigt med otvetydigt förakt. Han begav sig till utlandet och återkom först efter Alexander I:s tronbestigning (1801). Hans dotter Anna Orlova (död 1848), som ärvde en ofantlig förmögenhet, kom under inflytande av arkimandriten Fotij och drog sig tillbaka till klosterlivet.